# Elizabeth Sellars
Pour les articles homonymes, voir Sellars.
Elizabeth Sellars, née à Glasgow (Écosse) le 6 mai 1921 et morte à Claviers le 30 décembre 2019,, est une actrice britannique écossaise.

## Biographie
Née le 6 mai 1921 à Glasgow en Écosse, Elizabeth Sellars étudie le droit avant d'assister à une audition de théâtre avec son colocataire Jean Hardwicke, petit-fils de l'acteur britannique Cedric Hardwicke. Elle s'inscrit à la Royal Academy of Dramatic Art, puis fait ses débuts sur scène à Londres avec Alec Guinness en 1946 dans l'adaptation théâtrale de frères Karamazov.
Au début des années 1950, le réalisateur Charles Crichton décrit la personnalité de Sellars comme « un croisement entre le charme désuet d'Ingrid Bergman et la puissance de Bette Davis » et le journaliste londonien L.R. Swainson a écrit « qu'elle a un glamour à couper le souffle habituellement réservé aux stars sensuelles d'Hollywood ».
Elizabeth Sellars a été mariée au chirurgien Frank Henley de 1960 jusqu'à son décès en 2009. Elle est morte à Claviers (Var) le 30 décembre 2019 à l'âge de 98 ans.

## Filmographie partielle
- 1949 : Floodtide de Frederick Wilson
- 1950 : Guilt is my Shadow de Roy Kellino
- 1950 : Madeleine (Madeleine) de David Lean - Christina Hackett
- 1951 : Cloud Burst de Francis Searle
- 1951 : Night Was Our Friend de Michael Anderson
- 1952 : The Gentle Gunman de Basil Dearden et Michael Relph
- 1952 : L'Heure de la revanche (The Long Memory) de Robert Hamer
- 1952 : Rapt (Hunted) de Charles Crichton - Magda Lloyd
- 1953 : The Broken Horseshoe de Martyn C. Webster
- 1953 : Recoil de John Boulting
- 1954 : Forbidden Cargo de Harold French
- 1954 : Désirée (Désirée) de Henry Koster - Julie
- 1954 : La Comtesse aux pieds nus (The Barefoot Contessa) de Joseph L. Mankiewicz - Jerry Dawes
- 1955 : Le Prince des acteurs (Prince of Players) de Philip Dunne
- 1955 : Trois Meurtres (Three Cases of Murder), film à sketches de Wendy Toye, David Eady et George More O'Ferrall - Elizabeth, dans le segment You Killed Elizabeth
- 1956 : Le Dernier Homme à pendre (The Last Man to Hang?) de Terence Fisher
- 1957 : The Shiralee de Leslie Norman
- 1957 : The Man in the Sky de Charles Crichton
- 1958 : L'habit fait le moine (Law and Disorder) de Charles Crichton
- 1959 : Jet Storm de Cy Endfield
- 1960 : Le Jour où l'on dévalisa la banque d'Angleterre (The Day They Robbed the Bank of England) de John Guillermin - Iris Muldoon
- 1960 : Quand gronde la colère (Never Let Go) de John Guillermin
- 1962 : The Webster Boy de Don Chaffey - Margaret Webster
- 1963 : Les 55 Jours de Pékin (55 Days at Peking) de Nicholas Ray - Lady Sarah Robertson
- 1964 : Mystère sur la falaise (The Chalk Garden) de Ronald Neame - Olivia
- 1967 : Dans les griffes de la momie (The Mummy's Shroud) de John Gilling - Barbara Preston
- 1973 : La Méprise (The Hireling) d'Alan Bridges - La mère de Lady Franklin